# フェルナンド (ヴィゼウ公)
フェルナンド・デ・ポルトゥガル（ポルトガル語: Dom Fernando, Infante de Portugal、1433年11月17日 - 1470年9月18日）は、ポルトガルの王族、ベージャ公およびヴィゼウ公。ポルトガル軍総司令官（Condestável de Portugal）を務めた。ドゥアルテ1世の息子の一人で、マヌエル1世の父である。

## 生涯
ドゥアルテ1世王とその王妃でアラゴン王フェルナンド1世の娘であるレオノールの間に三男として生まれた。兄のアフォンソ5世に子供がいなかった1438年から1451年、1451年から1452年の間、ポルトガル王位の推定相続人としてポルトガル公の称号を帯びた。1447年、叔父ジョアン王子の娘ベアトリスと結婚した。
1452年、フェルナンドは冒険旅行を試みてポルトガルを出国しようとした。行き先は北アフリカのポルトガル植民地の諸都市だったという説や、母方の伯父のアラゴン王アルフォンソ5世による南イタリア遠征に参加するためだったとする説がある。後者の説は、フェルナンドが嫡出子のいないアルフォンソ5世からナポリ王国を相続することを望んでいたことから、推測された説である。しかし兄王アフォンソ5世は弟の出奔を知るやいなや、謀反を心配して重臣のオデミラ伯サンチョ（Sancho de Noronha, 1.º conde de Odemira）に命じてジブラルタル海峡中を捜索させ、無理やりフェルナンドを宮廷に連れ戻した。
1453年、フェルナンドは兄王により初代ベージャ公爵に叙せられた。1460年には叔父のエンリケ航海王子の後継ぎとなる形で、第2代ヴィゼウ公爵およびアヴィス騎士団総長となり、同時にポルトガル王家における新天地開拓の任務も引き継いだ。フェルナンドは1458年に兄王とともに北アフリカに遠征し、モロッコのマリーン朝が支配する都市アルカセル・セゲールを征服した。1468年には、ベルベル人海賊の拠点都市アンファ（現在のカサブランカ）を占拠・破壊した。
1470年に37歳で死去し、ベージャの修道院に葬られた。

## 子女
妻ベアトリスとの間に9人の子供をもうけた。
- ジョアン（1448年 - 1472年） - ベージャ公、ヴィゼウ公、ポルトガル軍総司令官
- ディオゴ（1450年 - 1484年） - ベージャ公、ヴィゼウ公
- ドゥアルテ（夭折）
- ディニス（夭折）
- シモン（夭折）
- レオノール（1458年 - 1525年） - 1471年、ポルトガル王ジョアン2世と結婚
- イザベル（1459年 - 1521年） - 1472年、ブラガンサ公フェルナンド2世と結婚
- マヌエル（1469年 - 1521年） - ポルトガル王
- カタリナ（夭折）